# Liste des députés de la Ve législature de la monarchie de Juillet

Cette liste recense les personnes qui ont assuré un mandat de député au cours de la Ve législature de la monarchie de Juillet.
- Haut – A
- B
- C
- D
- E
- F
- G
- H
- I
- J
- K
- L
- M
- N
- O
- P
- Q
- R
- S
- T
- U
- V
- W
- X
- Y
- Z

## A
- Charles Jacques Pierre Abbatucci
- Hippolyte Abraham-Dubois
- Philippe Albert
- Joseph François Alcock
- Nelzir Allard
- Antoine Allier
- Pierre Catherine Amilhau
- Charles François d'Andigné de la Chasse
- Adolphe d'Angeville
- Alexandre-Jacques-Laurent Anisson-Duperron
- Dominique François Jean Arago
- Jacques Marie Ardaillon
- Paul-Joseph Ardant
- Jean-François Armand
- Germain Armand
- Charles Louis Marie Armez
- Louis Christophe Arnauldet
- Pierre René Auguis
- Arsène Aumont-Thiéville
- Pierre François Jules Aymon de Montépin
- Jean-Martial Azaïs

## F
- Joseph Fargues
- Antoine Jean Farran
- Bertrand Faure-d'Ère
- Bénédict Fould
- Jean-Claude Fulchiron

## I
- François-André Isambert

## K
- François Christophe Edmond Kellermann
- Nicolas Koechlin
- André Koechlin

## O
- Victor, Union Oger
- Hippolyte, Joseph, Louis Olivier de Gérente

## Q
- Hippolyte, Alphonse Quénault
- Théodore, Martin Quinette de Rochemont

## W
- Jean-François, Louis Warein
- Jacques, Henri Wustenberg